# Jusepe de Ribera
Jusepe (José) de Ribera (Lo Spagnoletto) – hiszpański malarz i grafik okresu baroku.

## Życie i działalność
Był synem szewca; miał dwóch braci (Jeronima i Juana). Niewiele wiadomo o jego młodości spędzonej w Walencji. Naukę malarstwa rozpoczął w wieku 12-13 lat, prawdopodobnie u Francisca Ribalty, który posiadał renomowaną pracownię w Walencji. Ok. 1610 opuścił Hiszpanię i udał się do Włoch. Pewny jest jego pobyt w Parmie i Bolonii w 1611. W latach 1613–1616 zamieszkiwał w Rzymie.
W listopadzie 1616 przeniósł się do Neapolu. Wkrótce ożenił się z 15-letnią Cateriną Azzolino, córką malarza. Z tego związku urodziło się pięcioro dzieci: Antoine Simon, Marguerite, Ana, François Antoine i Marie Françoise. Jako nadworny malarz księcia Osuna miał zapewnione wysokie dochody. Swe obrazy sygnował ”Valenciano” lub ”Jusepe de Ribera lo spagnolo”. Z powodu niskiego wzrostu Włosi nazywali go Lo Spagnoletto (Hiszpanek). Odkąd w 1621 wicekrólem Neapolu został książę Alba, niebędący admiratorem jego twórczości, malarz otrzymywał niewiele zamówień. Braki finansowe nadrabiał specjalizując się w grawerstwie. Coraz bardziej pociągały go też rysunek i kompozycje graficzne (głównie akwaforta). W 1626 udał się do Rzymu, gdzie z rąk papieża Urbana VIII odebrał w bazylice św. Piotra Krzyż Orderu Rycerzy Chrystusowych. Został też przyjęty do Akademii św. Łukasza. Zyskiwał coraz większą sławę. Diego Velázquez, kilkakrotnie odwiedzający Neapol, nabył jego obrazy do pałacu w Escorialu. W 1637 opat kartuzji San Marino złożył u niego duże zamówienie na wystrój kościoła. Pracy tej poświęcił ostatnie lata życia. Od 1643 cierpiał na nadciśnienie powodujące częściowy paraliż.
Malował sceny religijne, mitologiczne i rodzajowe. Wzorował się na Caravaggiu, z którym spotkał się dwukrotnie. Studiował malarstwo Rafaela i Carraccich. Malował przede wszystkim starców o wychudzonych ciałach, świętych męczenników – ujętych w gwałtownych ruchach, o twarzach noszących znamiona przerażenia lub spokojnie oczekujących na męczeństwo. W późniejszym okresie twórczości – być może pod wpływem Domenichina, Guida Reniego i Rubensa – znacznie rozjaśnił paletę i zaczął stosować swobodniejsze pociągnięcia pędzla oraz bardziej złożone kompozycje.
Jego uczniami byli m.in. Salvator Rosa, Aniello Falcone, naśladowcą – Luca Giordano.

## Wybrane dzieła
- Chrystus wyszydzany –  1616–1620 – Mediolan, Pinakoteka Brera
- Pijany Sylen – (1626) – Neapol, Museo di Capodimonte
- Św. Hieronim i wizja anioła – (1626) – Neapol, Museo di Capodimonte
- Św. Hieronim z aniołem – (1626) – Petersburg, Ermitaż
- Męczeństwo św. Andrzeja – (1628) – Budapeszt, Muzeum Sztuk Pięknych w Budapeszcie
- Portret Sylena – (1629-1633) – Madryt, Prado
- Św. Jan Chrzciciel – I poł. XVII w. – Galeria Malarstwa i Rzeźby Muzeum Narodowego w Poznaniu
- Archimedes – (1630) – Madryt, Prado
- Chrzest Chrystusa – (ok. 1630) – Nancy, Musée des Beaux-Arts
- Św. Andrzej – (1630-1632) – Madryt, Prado
- Dotyk (Portret niewidomego rzeźbiarza Gambarsiego) – (1632) – Madryt, Prado
- Święta Trójca – (1635-1636) – Madryt, Prado
- Diogenes z latarnią – (1635-1637) – Drezno, Gemäldegalerie
- Pojedynek kobiet – (1636) – Madryt, Prado
- Apollo i Marsjasz –  1637 – Neapol, Museo Nazionale di San Martino
- Apollo obdziera Marsjasza ze skóry –  1637 – Bruksela, Musées des Beaux-Arts
- Błogosławieństwo Jakuba – (1637) – Madryt, Prado
- Wenus i Adonis – (1637) – Rzym, Galleria Nazionale d'Arte Antica
- Stara lichwiarka – (1638) – Madryt, Prado
- Męczeństwo świętego Filipa – (1639) – Madryt, Prado
- Sen Jakuba – (1639) – Madryt, Prado
- Uwolnienie św. Piotra – (1639) – Madryt, Prado
- Św. Agnieszka w więzieniu – (1641) – Drezno, Gemäldegalerie
- Święta Agnieszka – (1641) – Drezno, Gemäldegalerie
- Święty Antoni Pustelnik –  1647, olej na płótnie 75 × 64 cm – Muzeum Sztuk Pięknych im. Puszkina w Moskwie
- Kulawy chłopiec – (1642) – Paryż, Luwr
- Św. Franciszek z Asyżu – (1642) – San Lorenzo de El Escorial, Escorial
- Pokłon pasterzy – (1650) – Paryż, Luwr
- Wizja Baltazara – (1650) – Mediolan, Quadreria Arcivescovile
- Św. Sebastian – (1651) – Neapol, Museo di Capodimonte
- Portret Magdaleny Ventura (Kobieta z brodą) – (1631) – Toledo, Hospital de Tavera

## Galeria

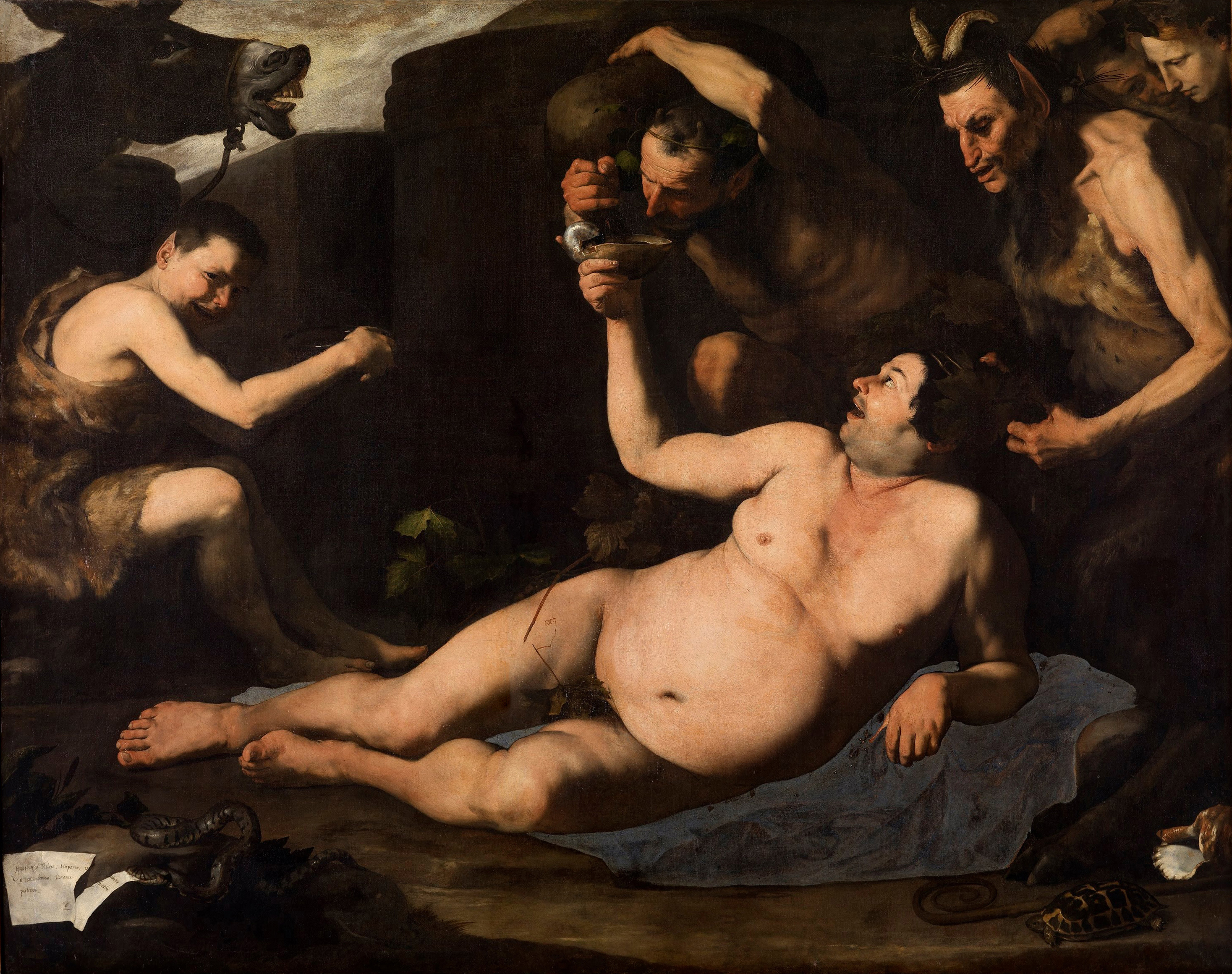
Pijany Sylen (1626), Museo di Capodimonte, Neapol
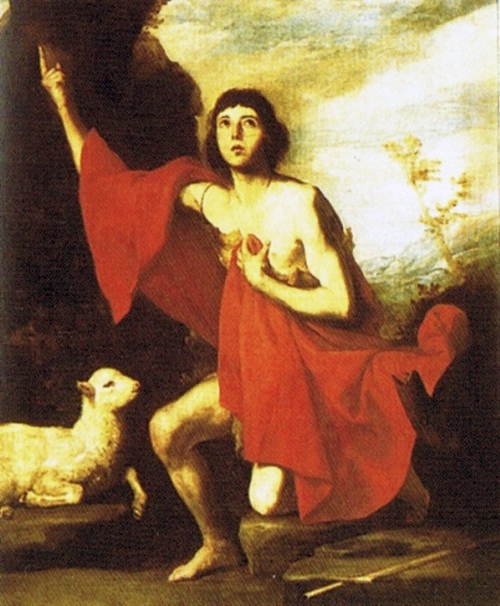
Św. Jan Chrzciciel (I poł. XVII w.), Galeria Malarstwa i Rzeźby Muzeum Narodowego w Poznaniu
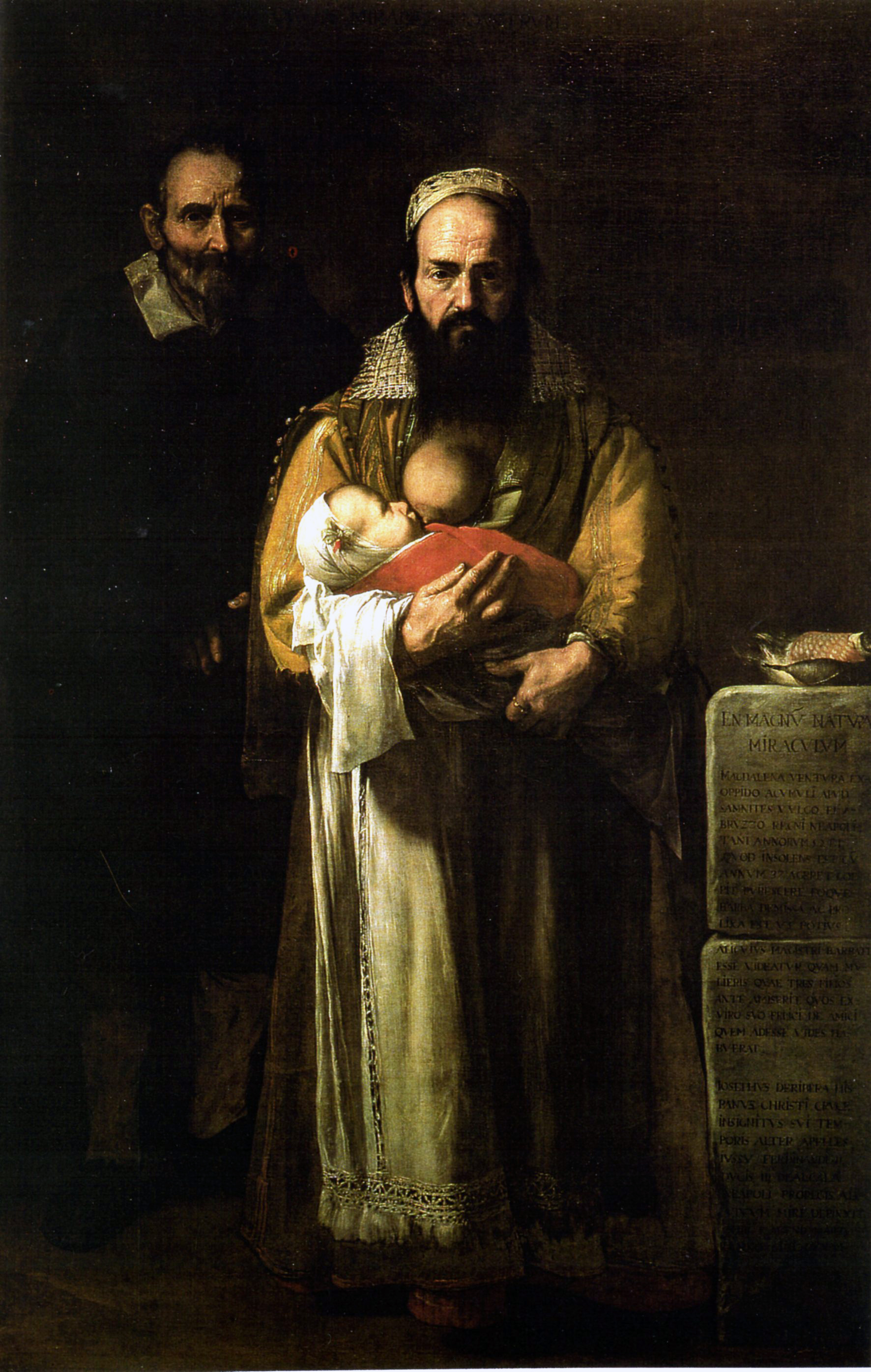
Kobieta z brodą (1631), Hospital de Tavera, Toledo
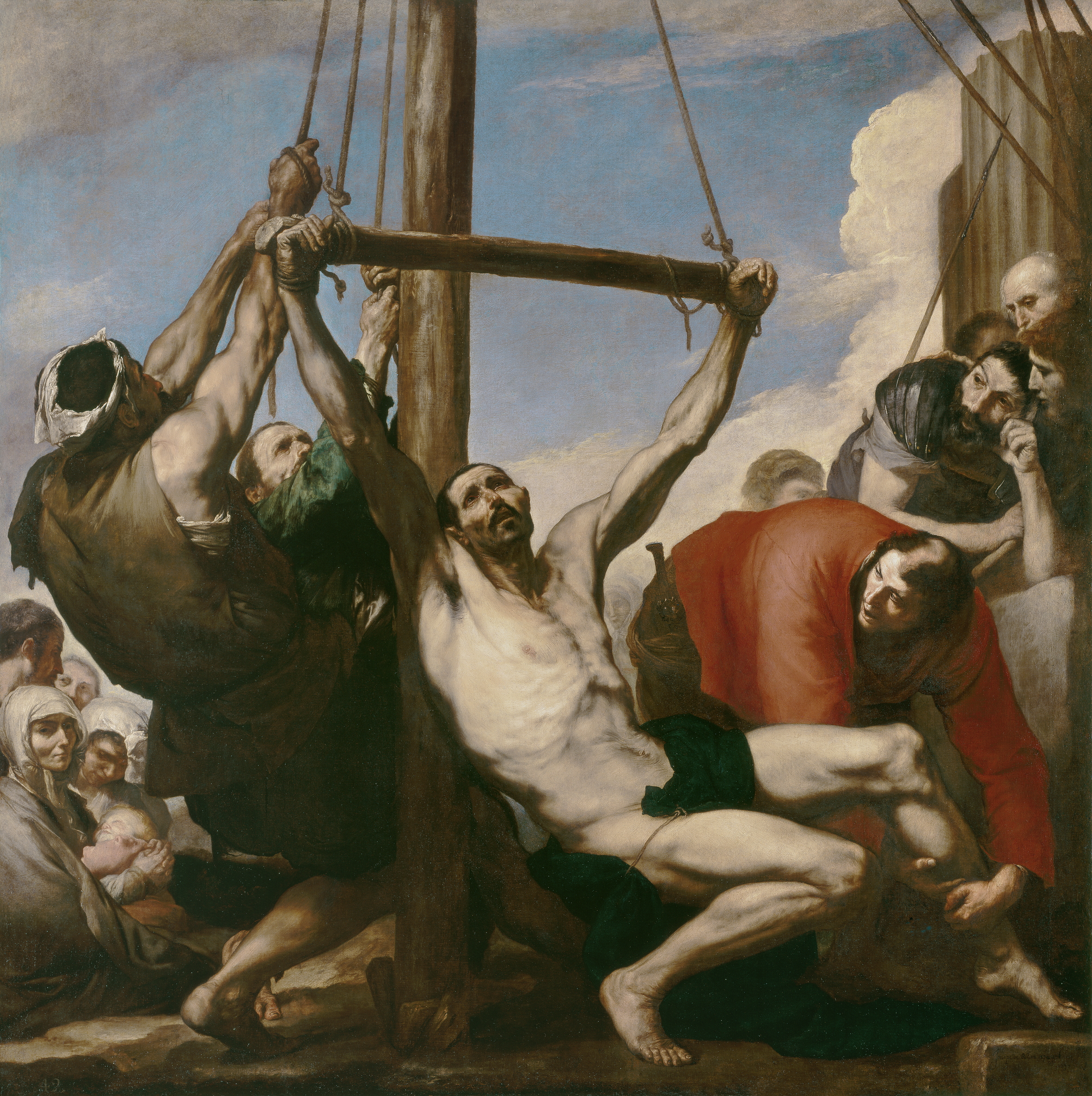
Męczeństwo św. Filipa (1639), Prado, Madryt
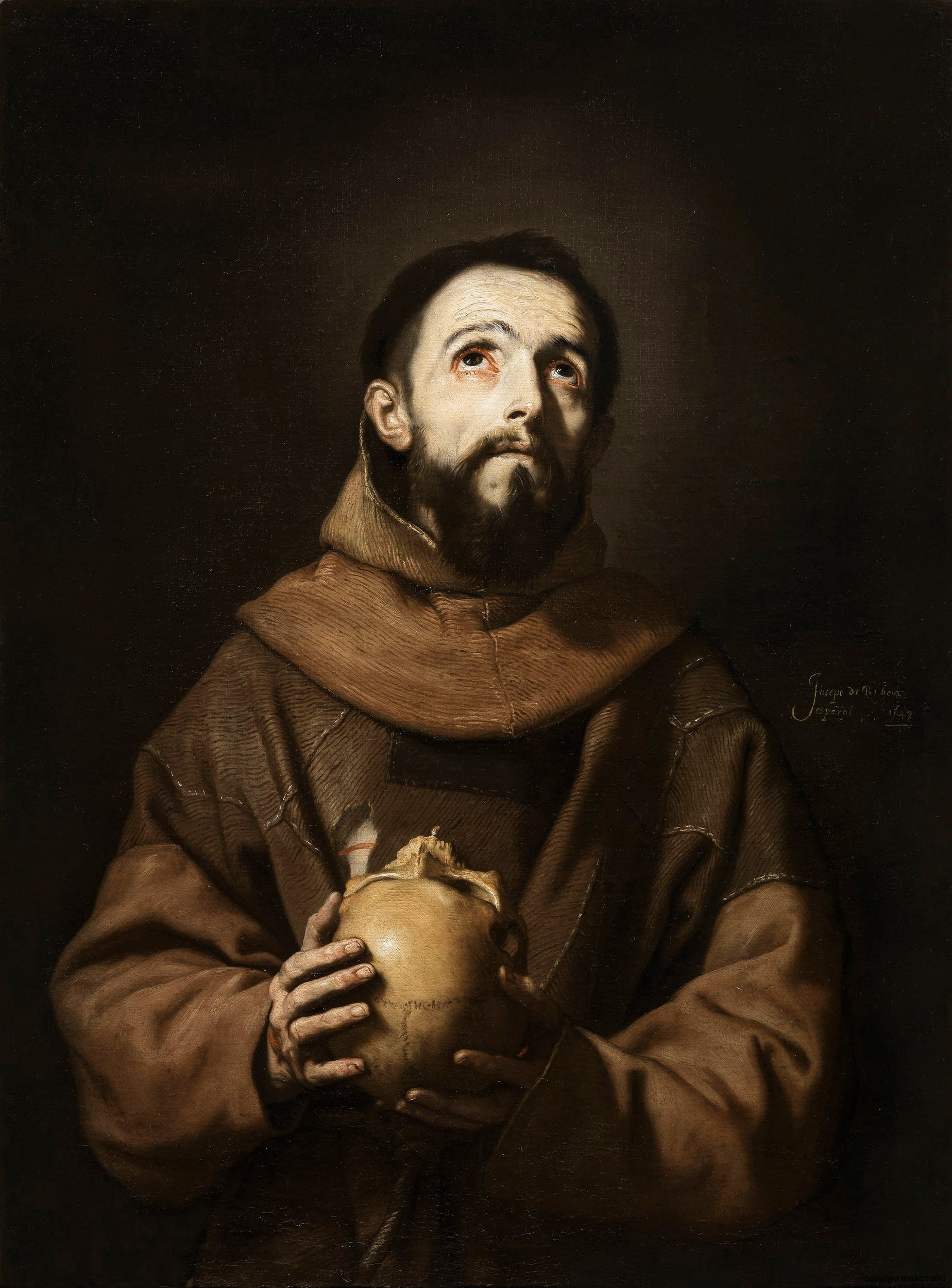
Św. Franciszek z Asyżu (1642), Palazzo Pitti, Florencja